# Аветик Григорян
Аветик Григорян (на арменски: Ավետիք Գրիգորյան) е арменски шахматист, гросмайстор от 2008 г.
Вицешампион е от европейското първенство за момчета до 14 години през 2002 г. През 2004 г. участва на „С“–турнира на „Аерофлот Оупън“, но не успява да спечели точки. Същата година представя Армения на световното първенство за момчета до 16 години в Гърция, където постига резултат 4,5/10 точки. През 2005 г. заемо пето място на турнира „Син Севан“. През 2006 г. печели открития интернет турнир „Купа Илюмжинов“, завършайки с половин точка пред Сергей Рубльовски, Рустам Касимджанов, Борис Грачев и Родриго Рафаел Васкес.Същата година покрива норма за международен майстор в Херцег Нови, Черна гора.

## Турнирни резултати
- 2006 – Джермук (2 м. зад Завен Андриасян)[7]
- 2008 – Урмия (2 м. с гросмайсторска норма)[8]